# Lukáš Bauer
Lukáš Bauer, född 18 augusti 1977 i Ostrov, Socialistiska republiken Tjeckoslovakien,
är en tjeckisk längdskidåkare. 
Bauer har tävlat i världscupen sedan 1997 och haft sina största framgångar på 15 km-distansen. Den första världscupssegern kom i Nove Mesto på hemmaplan i januari 2003. 
I mästerskapssammanhang är Bauers bästa placeringar silvermedaljer på 15 km klassiskt i OS i Turin 2006 och på samma distans i VM i Liberec 2009. 
Under säsongen 2007/2008 var Bauer överlägsen. Dels vann han Tour de Ski 2007/2008 i överlägsen stil nästan tre minuter före tvåan Rene Sommerfeldt, dels vann han den totala världscupen med 633 poäng före Sommerfeldt. 
Bauer kom också trea i världscupen 2009/2010.  Han tog den enda medaljen på en lång distans med silver på 50 km klassiskt vid världsmästerskapet i Nordisk skidsport i Falun 2015 där han gjorde ett smart val genom att som enda toppåkare byta skidor inför det avslutade varvet.

## Världscupsegrar

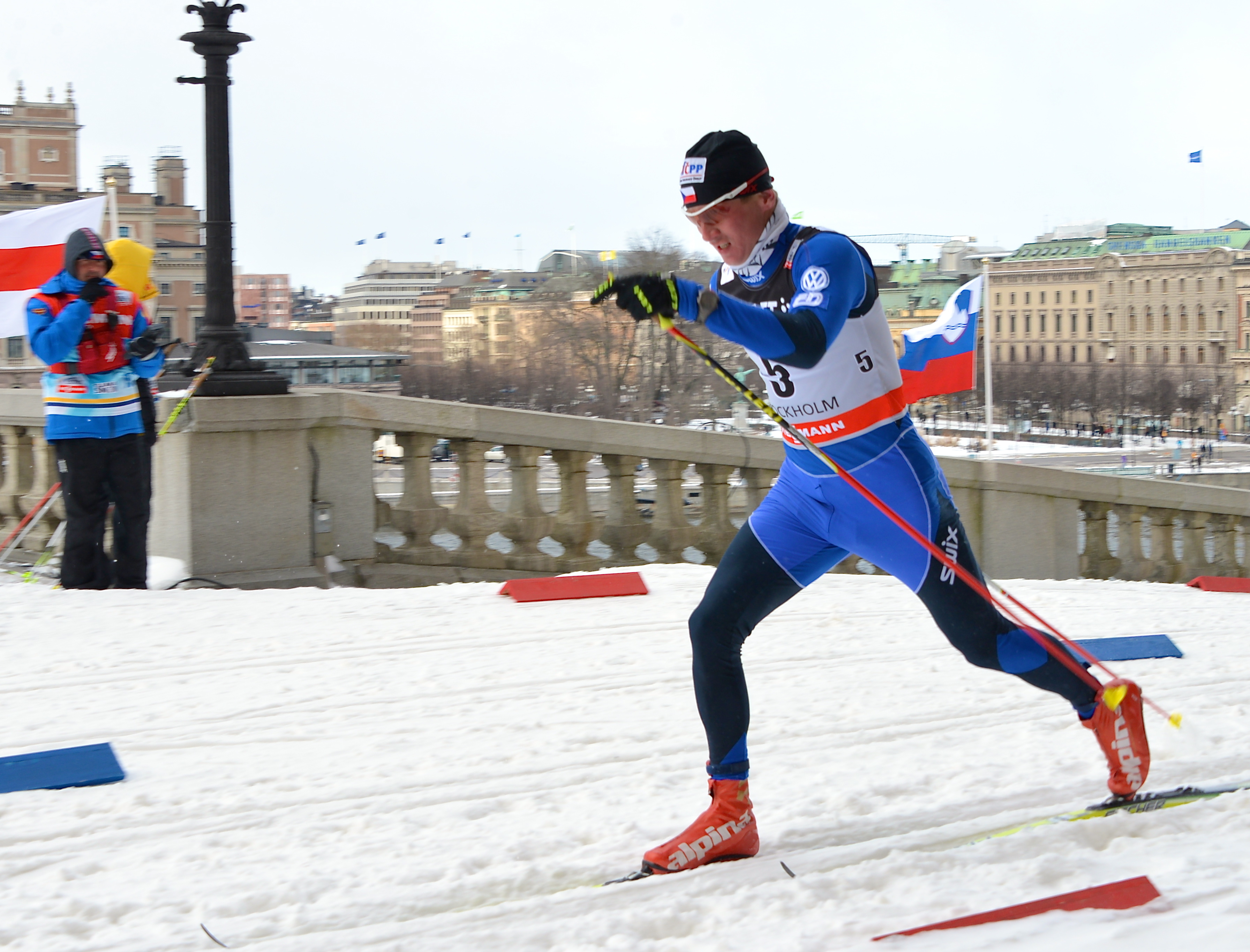
Lukas Bauer på Royal Palace Sprint i Stockholm i mars 2013.

| Datum            | Ort        | Disciplin             |
| ---------------- | ---------- | --------------------- |
| 18 januari 2003  | Nove Mesto | 15 km (k)             |
| 22 januari 2005  | Pragelato  | 2x15 km jaktstart     |
| 6 mars 2005      | Lahtis     | 15 km (f)             |
| 2 december 2007  | Kuusamo    | 15 km (k)             |
| 9 februari 2008  | Otepää     | 15 km (k)             |
| 23 februari 2008 | Falun      | 15 km (k) + 15 km (f) |
| 2 mars 2008      | Lahtis     | 15 km (k)             |
| 24 januari 2009  | Otepää     | 15 km (k)             |
| 16 januari 2010  | Otepää     | 15 km (k)             |
| 30 november 2013 | Kuusamo    | 10 km (k)             |

### Fotnoter
1. ↑  ”Totalvinnare världscupen”. Svenska skidförbundet. Arkiverad från originalet den 25 augusti 2018. https://web.archive.org/web/20180825180213/http://www.skidor.com/foljoss/Historikochstatistik/Varldscupenlangd/Totalvinnare/. Läst 25 augusti 2018.